# Aleksandar Pešić
Aleksandar Pešić (in serbo Александар Пешић?; Niš, 21 maggio 1992) è un calciatore serbo, attaccante del Ferencváros.

## Carriera

### Club
Cresciuto nelle giovanili del Radnicki Niš con cui ha anche esordito giocando una partita nella prima divisione serba, nel 2008 è prelevato dai greci dell'OFI Creta, giocando tra la prima e la seconda serie nazionale, categoria nella quale segna il suo unico gol col club greco nell'arco di tre anni di permanenza, con 13 presenze complessive. Nel gennaio del 2011 è acquistato dallo Sheriff Tiraspol, andando a giocare in Moldavia: alla sua seconda stagione, marca 14 gol, contribuendo al successo del club nel torneo nazionale e raggiungendo il secondo posto nella classifica marcatori. Tra le altre reti, da ricordare la tripletta allo Zaria (6-0).
L'anno seguente va a segno 6 volte in 24 partite di campionato; in tre anni con lo Sheriff ha anche giocato in tutto 8 partite nelle coppe europee, senza mai segnarvi, 2 partite (con un gol) in Coppa di Moldavia e 2 partite senza gol (una delle quali subentrando dalla panchina) in Supercoppa di Moldavia, per complessive 72 partite e 26 gol col club giallonero. Nell'estate 2013 i serbi dello Jagodina ne rilevano le prestazioni: Pešić firma 13 reti in 22 sfide di campionato, tra le quali una tripletta allo Sloboda Užice (0-4), arrivando secondo in classifica marcatori, a 6 gol dal capocannoniere Dragan Mrda.
In Coppa di Serbia, l'attaccante gioca con il suo club la finale, persa 2-0 contro il Vojvodina, dopo aver segnato 4 gol in 5 incontri, incluso il tris al Donji Srem (4-1), squadra di seconda serie. Nel luglio del 2014 i francesi del Tolosa, società di Ligue 1, lo acquistano in cambio di 800000 euro: Pešić esordisce il 9 agosto seguente contro il Nizza (3-2), entrando nella ripresa al posto del trequartista Étienne Didot.
Nel suo primo anno gioca 34 partite e segna 6 gol (più una presenza in Coppa di Francia ed una in Coppa di Lega, senza segnare in nessuna di queste due competizioni), con la sua squadra che si piazza al quartultimo posto in classifica; l'anno seguente (concluso ancora al quartultimo posto, con un punto di vantaggio sul Reims terzultimo e retrocesso) segna invece 2 reti in 23 presenze (oltre a 4 presenze senza reti in Coppa di Francia e 2 presenze senza reti in Coppa di Lega), e nel finale di stagione dopo l'arrivo in panchina di Pascal Dupraz viene anche mandato a giocare 2 partite con la squadra riserve dei transalpini, impegnata nella quinta serie francese, nelle quali riesce anche a segnare un gol.
Il 31 agosto passa all'Atalanta in prestito oneroso (1 milione di euro) con diritto di riscatto; esordisce in Serie A subentrando dalla panchina il 2 ottobre 2016 contro il Napoli. Segna il suo primo (ed unico) gol in Italia il 30 novembre 2016, realizzando in contropiede il definitivo 3-0 all'ultimo minuto della partita del quarto turno preliminare di Coppa Italia contro il Pescara. Nel corso della stagione gioca complessivamente 6 partite in campionato, senza segnare nessun gol. Nella stagione seguente torna in patria, alla Stella Rossa, che poi nell'estate del 2018 lo cede in Arabia Saudita all'Al-Ittihad; qui, segna un gol in 11 partite, per poi essere ceduto in prestito nel 2019 ai sudcoreani del Seoul. Negli anni seguenti gioca anche nella prima divisione israeliana, in quella turca ed in quella ungherese.

### Nazionale
Ha giocato alcune partite nelle nazionali giovanili serbe Under-19 ed Under-21; nel 2016, durante la sua permanenza all'Atalanta, ha giocato la sua unica partita con la nazionale maggiore serba (subentrando dalla panchina nel secondo tempo di una partita amichevole persa per 2-0 sul campo dell'Ucraina).

## Statistiche

### Presenze e reti nei club
Statistiche aggiornate al 10 maggio 2024.
| Stagione                | Squadra                 | Campionato              | Campionato | Campionato | Coppe nazionali | Coppe nazionali | Coppe nazionali | Coppe continentali | Coppe continentali | Coppe continentali | Altre coppe | Altre coppe | Altre coppe | Totale | Totale |
| Stagione                | Squadra                 | Comp                    | Pres       | Reti       | Comp            | Pres            | Reti            | Comp               | Pres               | Reti               | Comp        | Pres        | Reti        | Pres   | Reti   |
| ----------------------- | ----------------------- | ----------------------- | ---------- | ---------- | --------------- | --------------- | --------------- | ------------------ | ------------------ | ------------------ | ----------- | ----------- | ----------- | ------ | ------ |
| 2007-2008               | Radnički Niš            | PL                      | 1          | 0          | -               | -               | -               | -                  | -                  | -                  | -           | -           | -           | 1      | 0      |
| 2008-2009               | OFI Creta               | SL                      | 1          | 0          | CG              | 1               | 0               | -                  | -                  | -                  | -           | -           | -           | 2      | 0      |
| 2009-2010               | OFI Creta               | BE                      | 12         | 1          | CG              | 0               | 0               | -                  | -                  | -                  | -           | -           | -           | 12     | 1      |
| Totale OFI Creta        | Totale OFI Creta        | Totale OFI Creta        | 13         | 1          |                 | 1               | 0               |                    | -                  | -                  |             | -           | -           | 13     | 1      |
| 2010-2011               | Sheriff Tiraspol        | DN                      | 11         | 5          | CM              | 0               | 0               | UCL+UEL            | -                  | -                  | SdM         | -           | -           | 11     | 5      |
| 2011-2012               | Sheriff Tiraspol        | DN                      | 23         | 14         | CM              | 0               | 0               | UEL                | 0                  | 0                  | -           | -           | -           | 23     | 14     |
| 2012-2013               | Sheriff Tiraspol        | DN                      | 24         | 6          | CM              | 2               | 1               | UCL+UEL            | 3+2                | 0                  | SdM         | 1           | 0           | 32     | 7      |
| lug.-ago. 2013          | Sheriff Tiraspol        | DN                      | 1          | 0          | CM              | -               | -               | UCL+UEL            | 3+-                | 0+-                | SdM         | 1           | 0           | 5      | 0      |
| Totale Sheriff Tiraspol | Totale Sheriff Tiraspol | Totale Sheriff Tiraspol | 59         | 25         |                 | 2               | 1               |                    | 8                  | 0                  |             | 2           | 0           | 71     | 26     |
| ago. 2013-giu. 2014     | Jagodina                | SL                      | 22         | 13         | CS              | 5               | 4               | -                  | -                  | -                  | -           | -           | -           | 27     | 17     |
| 2014-2015               | Tolosa                  | L1                      | 34         | 6          | CF+CdL          | 1+1             | 0               | -                  | -                  | -                  | -           | -           | -           | 36     | 6      |
| 2015-2016               | Tolosa                  | L1                      | 23         | 2          | CF+CdL          | 2+4             | 0               | -                  | -                  | -                  | -           | -           | -           | 29     | 2      |
| 2015-2016               | Tolosa 2                | CFA2                    | 2          | 1          | -               | -               | -               | -                  | -                  | -                  | -           | -           | -           | 2      | 1      |
| Totale Tolosa           | Totale Tolosa           | Totale Tolosa           | 57         | 8          |                 | 8               | 0               |                    | -                  | -                  |             | -           | -           | 65     | 8      |
| 2016-2017               | Atalanta                | A                       | 6          | 0          | CI              | 1               | 1               | -                  | -                  | -                  | -           | -           | -           | 7      | 1      |
| 2017-2018               | Stella Rossa            | SL                      | 35         | 25         | CS              | 3               | 3               | UEL                | 13                 | 1                  | -           | -           | -           | 51     | 29     |
| 2018-feb. 2019          | Al-Ittihād              | SPL                     | 11         | 1          | CRC             | -               | -               | -                  | -                  | -                  | SS          | 1           | 0           | 12     | 1      |
| 2019                    | Seoul                   | K1                      | 23+2       | 10         | CCS             | 1               | 0               | ACL                | 0                  | 0                  | -           | -           | -           | 26     | 10     |
| gen.-giu. 2020          | Seoul                   | K1                      | 1          | 0          | CCS             | -               | -               | ACL                | -                  | -                  | -           | -           | -           | 1      | 0      |
| Totale Seul             | Totale Seul             | Totale Seul             | 24+2       | 10         |                 | 1               | 0               |                    | -                  | -                  |             | -           | -           | 27     | 10     |
| 2020-2021               | Maccabi Tel Aviv        | LHA                     | 18+5       | 8+2        | CI              | 2               | 0               | UEL                | 6                  | 1                  | -           | -           | -           | 31     | 11     |
| 2021-2022               | Fatih Karagümrük        | SL                      | 31         | 14         | TK              | 0               | 0               | -                  | -                  | -                  | -           | -           | -           | 31     | 14     |
| 2022-2023               | Stella Rossa            | SL                      | 28         | 11         | CS              | 3               | 2               | UCL+UEL            | 3+6                | 2+1                | -           | -           | -           | 40     | 16     |
| Totale Stella Rossa     | Totale Stella Rossa     | Totale Stella Rossa     | 63         | 36         |                 | 6               | 5               |                    | 22                 | 4                  |             | -           | -           | 91     | 47     |
| 2023-2024               | Ferencváros             | NBI                     | 18         | 6          | MK              | 2               | 2               | UECL               | 9                  | 4                  | -           | -           | -           | 29     | 12     |
| Totale carriera         | Totale carriera         | Totale carriera         | 332        | 125        |                 | 28              | 13              |                    | 41                 | 9                  |             | 3           | 0           | 404    | 147    |

### Cronologia presenze e reti in nazionale
| Cronologia completa delle presenze e delle reti in nazionale ― Serbia | Cronologia completa delle presenze e delle reti in nazionale ― Serbia | Cronologia completa delle presenze e delle reti in nazionale ― Serbia | Cronologia completa delle presenze e delle reti in nazionale ― Serbia | Cronologia completa delle presenze e delle reti in nazionale ― Serbia | Cronologia completa delle presenze e delle reti in nazionale ― Serbia | Cronologia completa delle presenze e delle reti in nazionale ― Serbia | Cronologia completa delle presenze e delle reti in nazionale ― Serbia |
| Data                                                                  | Città                                                                 | In casa                                                               | Risultato                                                             | Ospiti                                                                | Competizione                                                          | Reti                                                                  | Note                                                                  |
| --------------------------------------------------------------------- | --------------------------------------------------------------------- | --------------------------------------------------------------------- | --------------------------------------------------------------------- | --------------------------------------------------------------------- | --------------------------------------------------------------------- | --------------------------------------------------------------------- | --------------------------------------------------------------------- |
| 15-11-2016                                                            | Charkiv                                                               | Ucraina                                                               | 2 – 0                                                                 | Serbia                                                                | Amichevole                                                            | -                                                                     | 46’                                                                   |
| Totale                                                                |                                                                       | Presenze                                                              | 1                                                                     |                                                                       | Reti                                                                  | 0                                                                     |                                                                       |

## Palmarès

### Club

#### Competizioni nazionali
- Campionato moldavo: 2

Sheriff Tiraspol: 2011-2012, 2012-2013
- Supercoppa di Moldavia: 1

Sheriff Tiraspol: 2013
- Campionato serbo: 2

Stella Rossa: 2017-2018, 2022-2023
- Coppa di Serbia: 1

Stella Rossa: 2022-2023
- Campionato ungherese: 2

Ferencvaros: 2023-2024, 2024-2025

### Individuale
- Capocannoniere del campionato serbo: 1

2017-2018 (25 gol)